# Davor Svedružić
Davor Svedružić (Sisak, 13. svibnja 1968.) je hrvatski kazališni, televizijski i filmski glumac.

## Filmografija

### Televizijske uloge
- "Kumovi" kao Grgo Sanader (2024.)
- "Bogu iza nogu" kao sanitarni inspektor (2021.)
- "Na granici" kao Miško (2018.)
- "Horvatovi" kao slikar Luj (2015.)
- "Bibin svijet" kao matičar (2011.)
- "Baza Djeda Mraza" kao Žutokljunac (2009.)
- "Bračne vode" kao zaštitar/mrtvozornik (2008. – 2009.)
- "Sve će biti dobro" kao Brane Rizla (2008. – 2009.)
- "Odmori se, zaslužio si" kao policajac (2008.)
- "Tužni bogataš" kao Barišić (2008.)
- "Zauvijek susjedi" kao Zdravko Jug (2007. – 2008.)
- "Dobre namjere" kao pogrebni službenik (2007.)
- "Ponos Ratkajevih" kao Joža (2007.)
- "Obični ljudi" (2007.)
- "Kazalište u kući" kao Franjo Smuk (2007.)
- "Luda kuća" kao Relja Karabatić (2005.)
- "Žutokljunac" kao Žutokljunac (2005.)

### Filmske uloge
- "Armin" kao putnik #2 (2008.)
- "Oprosti za kung fu" kao Begić (2004.)
- "Duga mračna noć" (2004.)
- "Kiss of Life" kao ljuti vojnik (2003.)
- "Kao u lošem snu" kao policajac (2002.)
- "Ajmo žuti" kao konobar (2001.)
- "Ante se vraća kući" kao Ante (2001.)
- "Četverored" kao Radica (1999.)
- "Kavica" (1998.)
- "Rock 'n' roll" (1994.)
- "Okus limuna" (1993.)
- "Rastanak" (1993.)

### Sinkronizacija
- "Veliki crveni pas Clifford" kao g. Packard (2021.)
- "Petar Zecimir: Skok u avanturu" kao Branimir (2021.)
- "Film Angry Birds 2" kao Hank (2019.)
- "Pjevajte s nama" (2016.)
- "Rode" (2016.)
- "Superknjiga" kao Eliab, Arsalan, Kralj Herod, Juda, Prodavač, Ninivljanski kralj, Juda, Kralj, Herod, Kapetan broda, Bildad i Jafet (2016. – 2017.)
- "Čudovišta sa sveučilišta" kao Franjo Strašni (2013.)
- "Krš i lom" kao Tapper (2012.)
- "Nebesa" kao bauštelac Stipe i izviđački vođa (2009.)
- "Čudovišta iz ormara" (2009.)
- "Princeza sunca" kao Barka (2007.)
- "Dinotopia: Potraga za starim rubinom" kao Ogthar (2005.)

## Vanjske poveznice
- Davor Svedružić u internetskoj bazi filmova IMDb-u (engl.)
- Stranica na Komedija.hr  Arhivirana inačica izvorne stranice od 24. veljače 2009. (Wayback Machine)